# Nixon (Texas)
Nixon is een plaats (city) in de Amerikaanse staat Texas, en valt bestuurlijk gezien onder Gonzales County en Wilson County.

## Demografie
Bij de volkstelling in 2000 werd het aantal inwoners vastgesteld op 2186.
In 2006 is het aantal inwoners door het United States Census Bureau geschat op 2241, een stijging van 55 (2,5%).

## Geografie
Volgens het United States Census Bureau beslaat de plaats een oppervlakte van
2,9 km², geheel bestaande uit land. Nixon ligt op ongeveer 137 m boven zeeniveau.

## Plaatsen in de nabije omgeving
De onderstaande figuur toont nabijgelegen plaatsen in een straal van 40 km rond Nixon.